# Ігнаткі-Оседле
Ігнаткі-Оседле (пол. Ignatki-Osiedle) — село в Польщі, у гміні Юхновець-Косьцельний Білостоцького повіту Підляського воєводства.
У 1975-1998 роках село належало до Білостоцького воєводства.